# Guerra ruso-turca (1768-1774)
La guerra ruso-turca de 1768-1774 fue un importante conflicto armado en el que las armas rusas vencieron en gran medida al Imperio Otomano. La victoria de Rusia introdujo a Kabardia, parte de Moldavia, el Yedisán entre los ríos Bug y Dniéper, y Crimea a la esfera de influencia rusa.

## Orígenes
La guerra fue una consecuencia inesperada de la tensa relación que se vivía en Polonia, donde varios nobles se rebelaron contra el gobierno del rey Estanislao II, antiguo amante y títere de la emperatriz Catalina II de Rusia. Estos nobles, reunidos en la llamada Confederación de Bar, atacaban a las tropas rusas desplegadas en Polonia en apoyo de Estanislao II y luego se retiraban a países vecinos para protegerse de las represalias rusas.
En 1768, un grupo de cosacos al servicio de Rusia persiguió a una banda de confederados hasta la ciudad de Balta, en la actual Ucrania, que por entonces formaba parte del Kanato de Crimea. Los crimeanos acusaron a los cosacos de matar a varios de sus conciudadanos, cosa que Rusia negó, y pidieron ayuda a su señor, el Sultán Mustafá III de Constantinopla. Sobre la base de esto, Mustafá III declaró la guerra a Rusia el 25 de septiembre de 1768 y estableció una alianza con los rebeldes polacos. Por su parte, Rusia se ganó el apoyo de Gran Bretaña, lo que le garantizaba un acceso sin problemas al Mar Mediterráneo, así como algunos consejeros navales.

## Desarrollo
A pesar de que el Imperio otomano declaró la guerra primero, los turcos se vieron incapaces de llevar la iniciativa durante toda la contienda, mostrándose faltos de una estrategia real. Esto permitió al general Aleksandr Suvórov maniobrar sin problemas en Polonia, donde capturó Cracovia en 1768 a los sublevados y luego aplastó la rebelión en el resto del país.

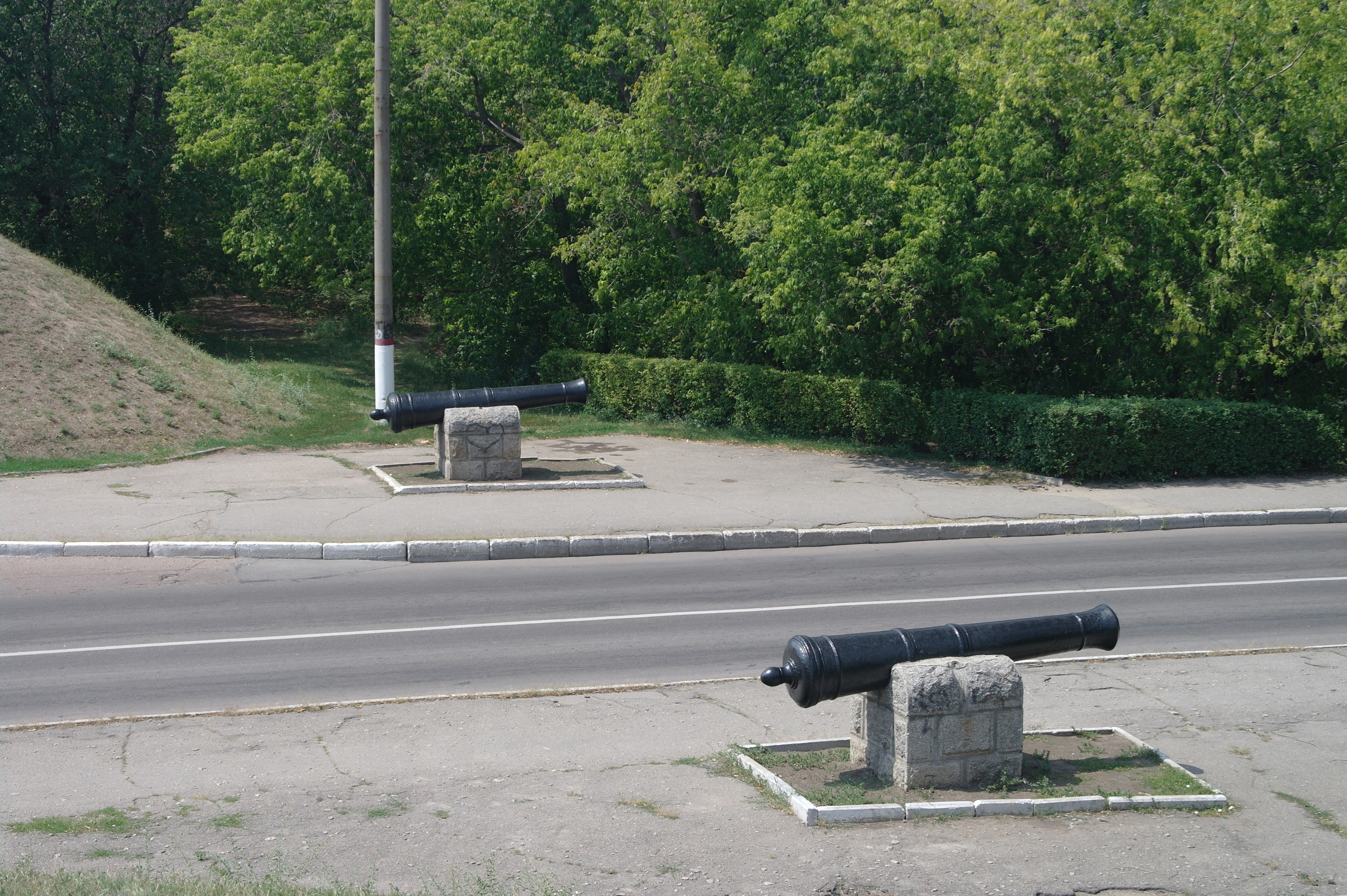
Cañones y fortificaciones de tierra de la Fortaleza de Santa Isabel en la ciudad de Kropivnitski

En enero de 1769, un ejército turco-tártaro de 70.000 hombres liderado por el Kan de Crimea Qırım Giray irrumpió profundamente en el frente de las tierras del centro de Ucrania con el objetivo de esclavizar a los residentes locales, pero su redada fue rechazado por la guarnición de la Fortaleza de Santa Isabel. Después de eso, las tropas del general Rumiántsev continuaron su movimiento hacia el Mar Negro.
Mientras tanto, la flota rusa del Báltico penetró en el Mediterráneo y arribó en febrero de 1770 a Morea (sur de Grecia), donde los rusos tenían agentes secretos desde años antes, y estimuló una rebelión popular contra los turcos que, sin embargo, no se extendió al resto del país. Aun así, esto forzó a los turcos a enviar refuerzos a Grecia en detrimento de Ucrania, labor que se vio complicada con la posterior derrota y destrucción de la flota otomana en la batalla de Chesma, que tuvo lugar entre el 5 y el 7 de julio de ese año frente a la isla egea de Quíos.

Cambios territoriales debidos al tratado. En el centro, el Kanato de Crimea, que se independizó. A izquierda y derecha, las tierras otomanas obtenidas por Rusia.

El mismo día que el almirante Alekséi Orlov derrotaba a la escuadra turca en Chesmé, el mariscal de campo Piotr Rumiántsev penetró en la Ucrania otomana y derrotó a los turcos y sus aliados tártaros en dos batallas sucesivas sobre el río Larga, tras las cuales los rusos ocuparon la mayoría de las fortalezas existentes en la región. Posteriormente, las tropas otomanas bajo el mando del gran visir pudieron retomar alguna fortaleza como Giurgiu, que los rusos intentaron a su vez retomar sin éxito, quedando el frente estancado en la zona.
Conforme a los crimeanos, los rusos les ofrecieron cambiar de bando y aliarse con ellos contra los turcos, cosa a la que el kan Sahib II Giray se negó. Sin embargo, un ataque sorpresa sobre la propia península de Crimea le obligó a recapacitar por lo que envió a su sobrino y sucesor, el príncipe Şahin Giray, a San Petersburgo para que negociara una paz con la emperatriz Catalina II en persona. Crimea abandonó entonces la guerra y con ello, su largo vasallaje al Imperio otomano.
En 1773, Suvórov dio la campaña de Polonia por finalizada y marchó a Ucrania para combatir a las fuerzas otomanas que aún quedaban allí. Ganó una batalla tras otra, dando pie a su posterior fama de general invencible. El Imperio otomano solicitó la paz en 1774.

## Consecuencias
El 21 de julio de 1774, Rusia y Turquía firmaron el Tratado de Küçük Kaynarca, que ponía fin a la guerra. De acuerdo con el tratado, el Imperio otomano reconocía la independencia de un reducido Kanato de Crimea (cosa que lo convertía de facto en un estado satélite de Rusia) y se comprometía a pagar 4,5 millones de rublos como indemnización de guerra. Rusia ganaba además el derecho a construir dos puertos en el Mar Negro, cosa que hasta entonces le había estado vedada. Finalizaba así el monopolio otomano sobre el mar y se abría la posibilidad a un ataque naval ruso sobre la misma Constantinopla en el futuro.
Por su parte, el Kanato de Crimea sobrevivió a la guerra, pero quedó sumido en la ruina y dividido entre facciones fuertemente enfrentadas que apoyaban a Rusia o a Turquía. Usando como pretexto la guerra civil que por esta causa desangraba el país, los rusos ocuparon Crimea en 1783 y depusieron al último Kan, Şahin Giray, el mismo que años atrás había sido recibido por la propia Catalina II. Exiliado al Imperio otomano en 1787, fue finalmente apresado y ejecutado por traición por orden del nuevo sultán, Abdul Hamid I, que no le perdonó su papel en la negociación de la paz con Rusia y el consiguiente abandono de Turquía en la guerra.
De hecho Turquía no aceptó formalmente la anexión de Crimea a Rusia, en 1783, por lo que la visita de Catalina II a la península —convertida en óblast de Táurida— en 1787 fue utilizada como pretexto para la nueva guerra ruso-turca que estalló ese año.